# Сражение у Тьерра-Бланка
Сражение у Тьерра-Бланка (исп. Batalla de Tierra Blanca) произошло 24 — 25 ноября 1913 года во время мексиканской революции. Результатом стала крупная победа Панчо Вильи над федеральными силами Хосе Инес Салазара.
Узнав о неожиданном захвате Панчо Вильей Сьюдад-Хуареса, уэртисты решили немедленно его отбить. На север поездами были отправлены войска генерала Хосе Салазара, в том числе отряды ороскистов.
Вилья не хотел сражаться прямо в городе и решил дать бой примерно в 35 милях (56 км) к югу от Сьюдад-Хуареса в полупустыне, недалеко от городка Тьерра-Бланка. Перед рассветом 23 ноября ночевавшие на улицах Сьюдад-Хуареса солдаты получили приказ немедленно выступить и совершить марш навстречу противнику.
Две армии были относительно равными по численности: 5500 солдат Вильи противостояли примерно 7000 федеральным солдатам. Но войска Салазара были более дисциплинированными и имели больше артиллерии.
Вилья выбрал удачную позицию на холмах, перед которыми простирались сыпучие дюны, сковывавшие возможные атаки кавалерии противника. Вильисты сумели разрушить железнодорожные пути, вынудив федеральных солдат остановиться.
Сражение началось 24 ноября, когда федеральные войска, в основном ороскисты, высадились из поезда и немедленно бросились в атаку. Артиллерия федералов умело поддерживала свою пехоту и наносила вильистам мощные удары. Хотя большинство солдат служили в частях Панчо Вильи совсем недавно, но смогли продержаться до вечера.
На второй день Вилья бросил свою кавалерию во фланг федералов, а паровоз, начиненный динамитом, врезался в вагоны их поезда. В результате взрыва началась паника, и Салазар стал отходить, боясь попасть в окружение. Вильисты стали бить по отступавшим шрапнелью, и вскоре отход федеральных сил превратился в бегство.
В результате Вилья захватил 4 локомотива, 7 пулеметов, много лошадей, винтовок и 400 000 патронов. Федералы потеряли около 1000 убитыми, вильисты — 300 бойцов. Вилья приказал расстрелять всех захваченных в плен федеральных солдат, в основном ороскистов.
После победы у Тьерра-Бланка Панчо Вилья не стал преследовать разбитых федералов и вернул свои войска в Сьюдад-Хуарес.